# Banjar Kejen
Banjar Kejen is een bestuurslaag in het regentschap Pasuruan van de provincie Oost-Java, Indonesië. Banjar Kejen telt 2851 inwoners (volkstelling 2010).